# 国防献金

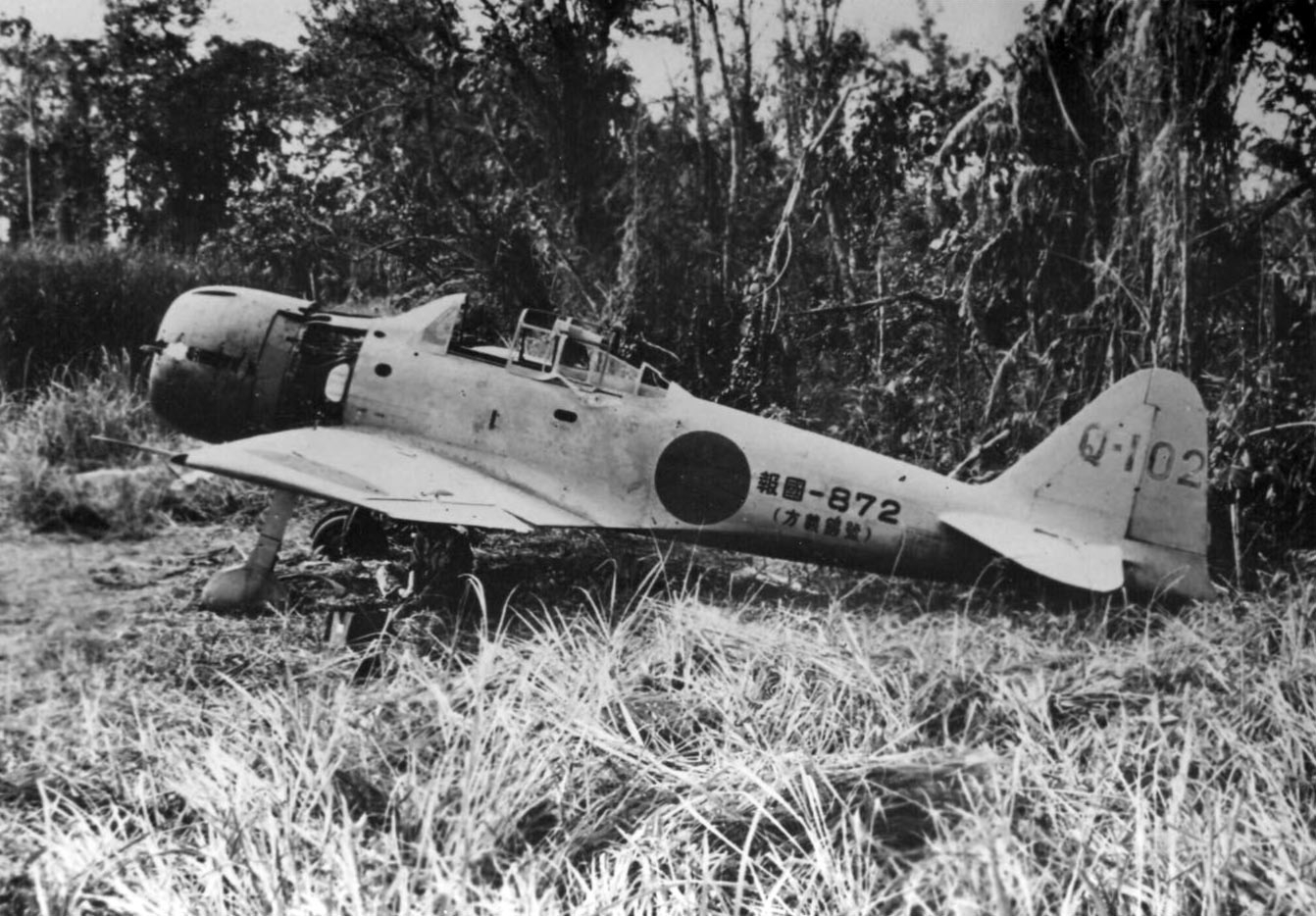
海軍への献納機として「報国」の標識、番号、寄贈元が書き込まれた零式艦上戦闘機

国防献金（こくぼうけんきん）は献納醵金（けんのうきょきん）とも呼ばれ、1930年代から第二次世界大戦の終結までに日本国民および外地の官民から国防品購入のため用途を指定して軍部に献上された金銭である。本項目では、同様の献品、また明治維新後に始まった献納金についても述べる。

## 概要
日本には江戸時代から御国恩冥加（ごこくおんみょうが）と呼ばれる献金制度が存在し、廃藩置県の際は旧藩主らなどから冥加金（みょうがきん）総額93万2,333円が献納されるなどの政治献金文化があった。
しかしながら、公平性や汚職防止の等の観点から、1872年（明治5年）1月22日には、太政官によって国への御国恩冥加は禁止された（ただし地方自治体への献金制度はあった）。
他方、1887年（明治20年）の初代第1次伊藤内閣からは、特例的に防海費献納の制度などが設けられていった。

### 海防献金（1897年）

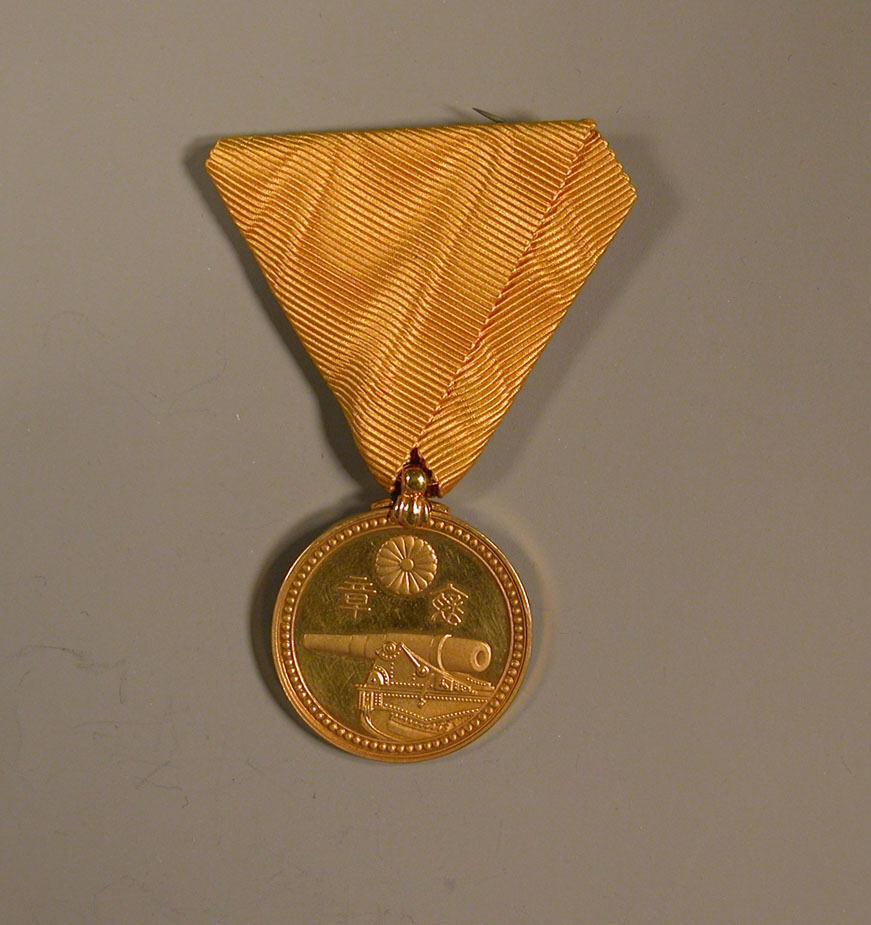
海防献金の献納者に授与された黄綬褒章（金章）

国防献金に先立つ1887年（明治20年）、日本の海軍の立ち遅れを懸念した明治天皇が総理大臣伊藤博文に手許金30万円を下賜したことを契機に、華族や豪商を中心とした有志による海防献金（海防拠金、防海費献納とも）が募られた。この時、合わせて財源となる所得税法（旧法）も制定されている。
これらの資金を元に日本の要所に海岸要塞が整備され、明治20年度から25年度にかけて二十八糎榴弾砲を主体とした212門の沿岸砲が配備された。この海防献金の盛り上がりの背景には清国北洋艦隊の水兵による暴動、長崎事件があり、国民の国防に対する関心が高まっていた。沿岸砲は陸軍の所管だったが、軍艦建造のための海軍公債も発行されている。
1887年5月、海防献金制度の発足に合わせ、私財を献納した者への褒章として、黄綬褒章（旧）金章、銀章の二種が制定された。褒章の表面には沿岸砲が鋳出されている。
宮内省はその後の8月3日、同年9月30日をもって沖縄以外の国民からの防海費献納の廃止を奉勅したが、期限までに総額218万余円が献金された。
次いで1893年（明治26年）、明治天皇は製艦費（造船費）のため自ら6年間毎年30万円を下賜することを発表し、これに併せて文部官も俸給の10分の1を6年間毎年献上することとなった。これによる納付金額は総計630万7000円余であった。

### 軍資献納（1894年）
日清戦争が勃発した1894年（明治27年）、陸軍省・海軍省は、大日本帝国陸軍及び大日本帝国海軍に軍資献納金及び寄贈品（米俵12貫目以内など）を贈与する手続が定め、台湾の外艦戦隊などがこれを受領するようになった
。このときは1894年6月から1896年3月まで総額211万円余となった。1900年（明治33年）の北清事変では、同年から1903年まで一般国民からも献金を募り、総額10万7000円余が献金された。

### 臨時軍事費特別会計（1904年）
日露戦争の際には、大蔵省は4月7日、臨時事件費特別会計法に基づく臨時軍事費特別会計を設け、それら軍資献納金を特別会計で管理するようになった。これは三重県及び愛知県の有志からの献金が制度発足の端緒となっており、同日の官報に献納者の情報が報告された。同年10月から翌年9月まで1年間の献金額は総額221万9000円余であった。
しかしながら日本銀行副総裁の高橋是清がこのとき、香港上海銀行やジェイコブ・シフから受けた融資は、総額1000万ポンド（約1億円）の公債にも上った。また、ポーツマス条約と日ソ基本条約の結果、大日本帝国海軍の影響下で1926年に北樺太に設立された国策石油会社の北樺太石油は資本金1,000万円（1931年には2000万円）であったが、この事業は大きな成果は得られず縮小することとなる。

### 国防費献納（1914年）
1914年、第一次世界大戦（日独戦役）の勃発の際の軍資献納金の献金額は、同年9月から1925年4月までの11年間で総額2万6000円余であった。このあいだ、1917年に国防費献納として別途100万円余が国庫に収納されている 。

## 国防献金
1931年（昭和6年）、重要産業統制法施行ののち中韓の国境で万宝山事件が起き、10月には国民国防同盟会が憲兵分隊長や警察署長の諒解のもとで結成された。同年11月、満州事変勃発に際して在満部隊に鉄兜が無いことを知った高崎市民の「国民国防同盟会」から鉄兜89個分、2,001円が献納されたことが国防献金の始まりである。「愛国献金」とも呼ばれ、市井から軍隊への寄付金は既に軍資金、軍需品、恤兵金という形で、日清戦争の時には約290万円、日露戦争の時に570万円に達していたが、使用する器物を指定した献金は過去に例がなかった。また、献金を国庫への歳入でなく陸軍が直接受けるという思惑とも合致して指定寄付制度が発足。一日一銭献金運動として全国に広がった。
その後、国民国防同盟会は愛国機献納運動の母体となり、地方自治体や軍司令部、朝日新聞社、国民新聞社などの後援のもと、各地の公会堂や劇場において講演会を開催した。これが飛行機、高射兵器その他各種の装備を指定した金銭寄付へと発展したので、軍はこれを背景に軍事費の増額を実現していった。1933年初頭の時点で寄付金は陸軍のために700万円、海軍のために100万円にのぼり、うち飛行機は陸軍機75機、海軍機28機であった。同じ意味で在外将兵の労をねぎらうために、もしくはその他を救恤慰撫するための恤兵金品があった。その見積額は1933年初めで陸軍に700万円、海軍に80万円であった。
飛行機の場合、献納された機体を陸軍では「愛国号」、海軍では「報国号」と称した。陸軍は代々木練兵場、海軍は羽田飛行場にて献納式を行っており、式の後に地上射撃・爆撃や曲技飛行が実演されることもあった。

## 寄付の強制化
当初は国民国防同盟会が主導していた献金運動だが、対象が航空機ともなると会員一人一人の寄付では手に負えない高額であった。群馬県では全国の県民号のさきがけとなった「愛国第七号（群馬県民号）」（九一式戦闘機）を1932年3月に献納したが、この時に大衆運動としては限界を迎え、主導権を群馬県に奪われる形で寄付額を町村へと割り当てる強制寄付に変質している。同じ頃、宮城県でも献納機の動きがあったが、折からの不況と不作に悩んだ末に町村長会にて献納寄付を見合わせるよう申し入れられた。しかし、寄付の強制化は軍国体制に飲み込まれる形で既成事実化し、当時の陸軍大臣荒木貞夫（一夕会）は献納運動の盛り上がり背景に内閣において更なる軍事費増額を求めるようになった。
航空機献金は全国的集団か軍需産業、軍需景気の恩恵を受ける県や特定都市に限られており、連隊区司令部が県に働きかける形で知事を愛国国民号献納期成同盟の会長とし、在郷軍人会、男女青年団、大日本連合婦人会、愛国婦人会の参加によって市町村単位で割り当てられた献金を集めた。
日本基督教団も日本基督教団より大東亜共栄圏に在る基督教徒に送る書翰を公表して戦闘機を寄付した（戦後は一部の団体を除き、第二次大戦下における日本基督教団の責任についての告白においてそのことを懺悔している）。
1935年に内閣情報局が発足し革新官僚が勢力を強めると、翌年はナチスドイツとの日独防共協定が締結された。さらに1938年に国家総動員法が成立し、3か月後には全ての綿製品を輸出にあて軍資金を得るために、国内向けの綿製品製造そのものが禁止された。11月には日独文化協定が締結され、学校教員の任命がナチスドイツと合同の国策事案となった。12月には満州の占領地の経済等を統括する興亜院が発足した。
第二次世界大戦の開戦に至って、軍資金に使用される弾丸切手（債権の一種）が設けられたり、金属類の物品を拠出させる金属回収令も施行され、日本商工経済会（のちの経済団体連合会）が物資を管理するようになった。

### 陸軍学芸技術奨励寄付金制度
国防献金のうち、陸軍の制式兵器、器材、被服、献納機「愛国号」、発明賞金などを対象とした指定寄付は1932年（昭和7年）1月より陸軍学芸技術奨励寄付金として取り扱われるようになり、陸軍省在郷軍人会の所管に移された。